# Miro (wrestler)
Rusev, właśc. Mirosław Barnjaszew (bułg. Мирослав Барняшев, ur. 25 grudnia 1985 w Płowdiwie) – bułgarski wrestler obecnie występujący w AEW, W latach 2010–2020 był zawodnikiem federacji WWE, w której występował pod pseudonimem Rusev.

## Kariera

### Scena niezależna (2008–2010)
Barnjaszew przeprowadził się do Stanów Zjednoczonych w 2008 roku, gdzie rozpoczął karierę w wrestlingu. W latach 2008–2010 walczył w niezależnych federacjach New Wave Pro Wrestling i Vendetta Pro Wrestling.

### FCW i NXT (2010–2014)
We wrześniu 2010 roku Bułgar podpisał kontrakt z WWE i zaczął występować w federacjach rozwojowych Florida Championship Wrestling (2010–2012) i NXT (2013–2014).

### WWE (2014–2020)
W głównym rosterze zadebiutował jako Rusev 26 stycznia 2014 roku na Royal Rumble, gdzie wszedł jako szósty i został wyeliminowany przez CM Punka, Cody’ego Rhodesa, Kofiego Kingstona i Setha Rollinsa jako trzeci. Rusev dostał giimmick antyamerykańskiego Rosjanina, a jego menedżerką została Lana. Rusev powrócił do ringu 7 kwietnia na Raw, gdzie pokonał Zacka Rydera. w kilku następnych miesiącach Rusev prowadził feudy z Xavierem Woodsem i R-Truthem (których pokonał na Extreme Rules w handicap matchu), z Big E (zwycięstwa Ruseva na Payback i Money in the Bank), Jackiem Swaggerem (zwycięstwa na Battleground i SummerSlam), Markiem Henry (triumf na Night of Champions) i Big Showem (zwycięstwo na Hell in a Cell). Lana zadedykowała pasmo zwycięstw Ruseva prezydentowi Rosji Władimirowi Putinowi.
3 listopada na Raw Rusev pokonał Sheamusa i zdobył pas United States Championship. Na Survivor Series Rusev był częścią teamu Authority w 5 on 5 traditional tag team elimination matchu, ale został odliczony po upadku na hiszpańskojęzyczny stół komentatorski. Na TLC obronił pas przeciwko Jackowi Swaggerowi. Na Royal Rumble wszedł jako 15 i po wyeliminowaniu 6 przeciwników został wyeliminowany jako ostatni przez Romana Reignsa. Na Fastlane Rusev obronił pas US przeciwko Johnowi Cenie. Pas ten po 146 dniach posiadania stracił po przegranej walce z Ceną na WrestleManii 31, co było jego pierwszą porażka w WWE poprzez przypięcie. Rusev przegrał również rewanże o pas US na Estreme Rules oraz na Payback.
18 maja 2015 roku na Raw Rusev zakończył współpracę z Laną, a tydzień później jego gimmick został zmieniony na gimmick Bułgara. 28 maja na Smackdown doznał kontuzji stopy, co uniemożliwiło mu występ na Elimination Chamber. W następnych tygodniach nadal pojawiał się w TV, gdzie próbował odzyskać względy Lany, która związała się z Dolphem Zigglerem. Natomiast Rusev związał się z Summer Rae. 6 lipca na Raw Rusev powrócił do ringu atakując Zigglera. 13 lipca na Raw wygrał walkę o prawo do walki z Ceną o pas US z Kevinem Owensem i Cesaro po tym, jak Owens opuścił ring podczas walki. Walkę o pas US Rusev wygrał poprzez dyskwalifikację po ataku Owensa na Ruseva. 16 lipca na Smackdown zanotował drugą porażkę poprzez pinfall w walcę z Cesaro. Na SummerSlam Rusev stoczył wlakę z Zigglerem, która zakończyła się podwójnym wyliczeniem. 5 października na Raw Summer Rae w fabule oświadczyła się Rusevowi, a ten zgodził się na małżeństwo pod warunkiem, że zdobędzie on mistrzostwo. Jednakże 11 października Rusev oświadczył się Lanie w prawdziwym życiu, co skończyło się zerwaniem Summer z Rusevem 12 października na Raw. 31 października na Main Event Rusev doznał kontuzji bicepsa w walce z Neville’em.
Rusev powrócił 23 listopada na Raw, gdzie zaatakował Romana Reignsa, a następnie przegrał z nim w walce wieczoru po ataku Sheamusa i Kinga Barretta na Reignsa. Tydzień później na Raw Lana powróciła do WWE TV, gdzie ponownie związała się z Rusevem. Tej samej nocy Rusev dołączył do stajni Sheamusa- League of Nations. Na TLC Rusev pokonał Rybacka.
15 kwietnia 2020 został zwolniony z federacji WWE

### AEW (od 2020)
9 września 2020 zadebiutował w federacji AEW, tym samym dołączając do wielu byłych zawodników WWE, którzy w niej obecnie walczą. W AEW występuje pod pseudonimem Miro, gdzie 12 maja 2021 roku podczas AEW Dynamite w Jacksonville zdobył swój pierwszy tytuł AEW TNT Championship pokonując Darby’ego Allina.

## Styl walki

### Finishery
- The Accolade (Camel clutch)
- Bulplex
- Jumping side kick

### Akcje rozpoznawcze
- Body block
- Fallaway slam
- Multiple knee lifts
- Running hip attack
- Samoan drop
- Spinning heel kick
- Swinging side slam

## Sukcesy
- Pro Wrestling Illustrated

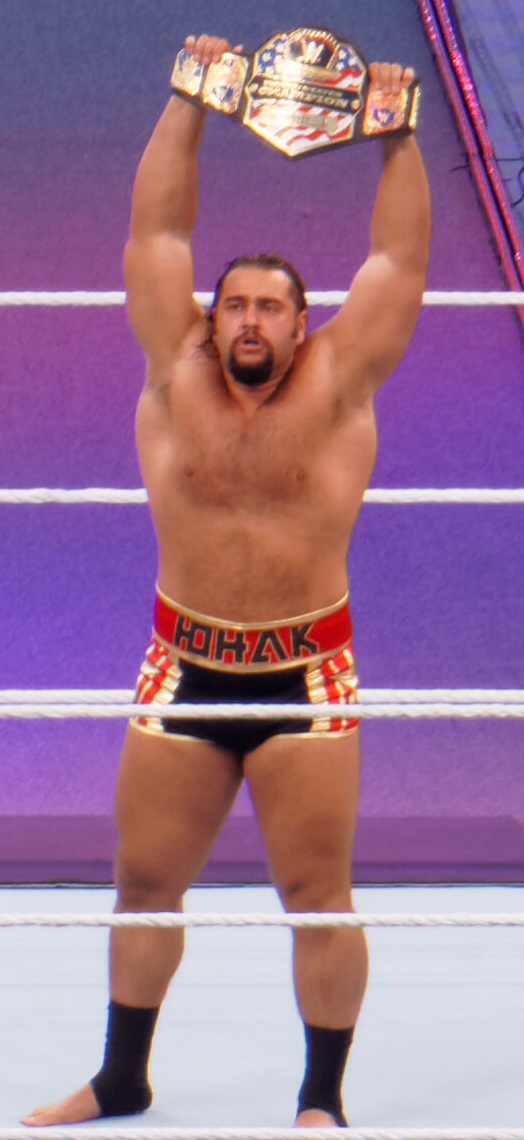
Rusev jako mistrz USA.

  - PWI sklasyfikowało go na 65 miejscu na liście PWI 500 – 500 najlepszych wrestlerów świata w 2014 roku[8].
  - Most Improved Wrestler of the Year (2014)
  - PWI sklasyfikowało go na 8 miejscu na liście PWI 500 – 500 najlepszych wrestlerów świata w 2015 roku
- Wrestling Observer Newsletter
  - Best Gimmick (2014) z Laną
  - Most Improved (2014)
- WWE
  - WWE United States Championship[6]
  - Slammy Award for Match of the Year (2014) – Team Cena vs. Team Authority na Survivor Series
- AEW
  - AEW TNT Championship